# Oswald von Wolkenstein-Gesellschaft

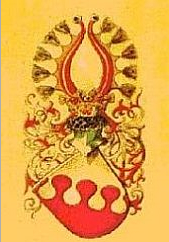
Logo der OvW-Gesellschaft

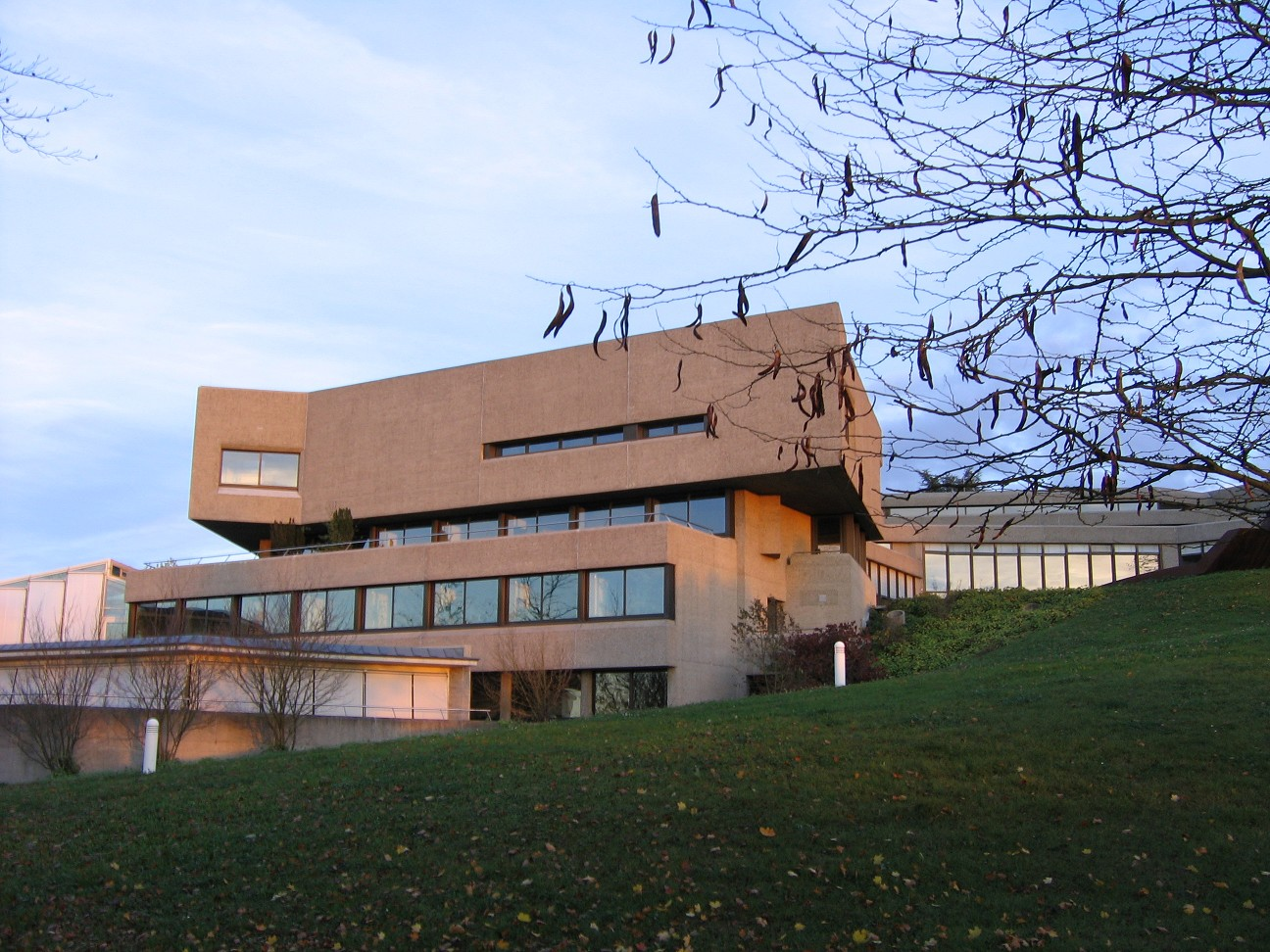
Deutsches Literaturarchiv in Marbach am Neckar, Gründungsort der OvW-Gesellschaft

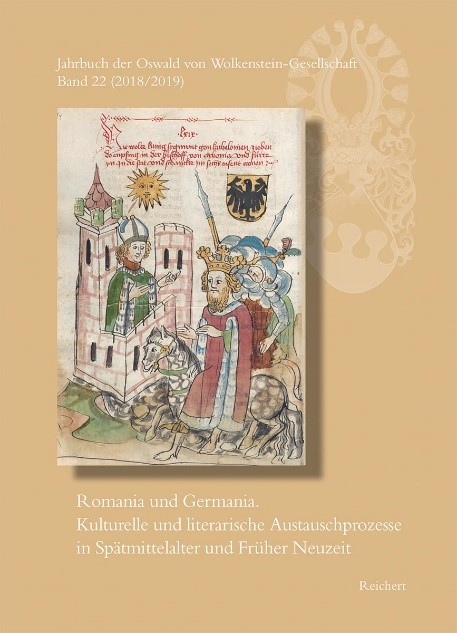
Cover zum 22. Band des Jahrbuchs der OvW-Gesellschaft

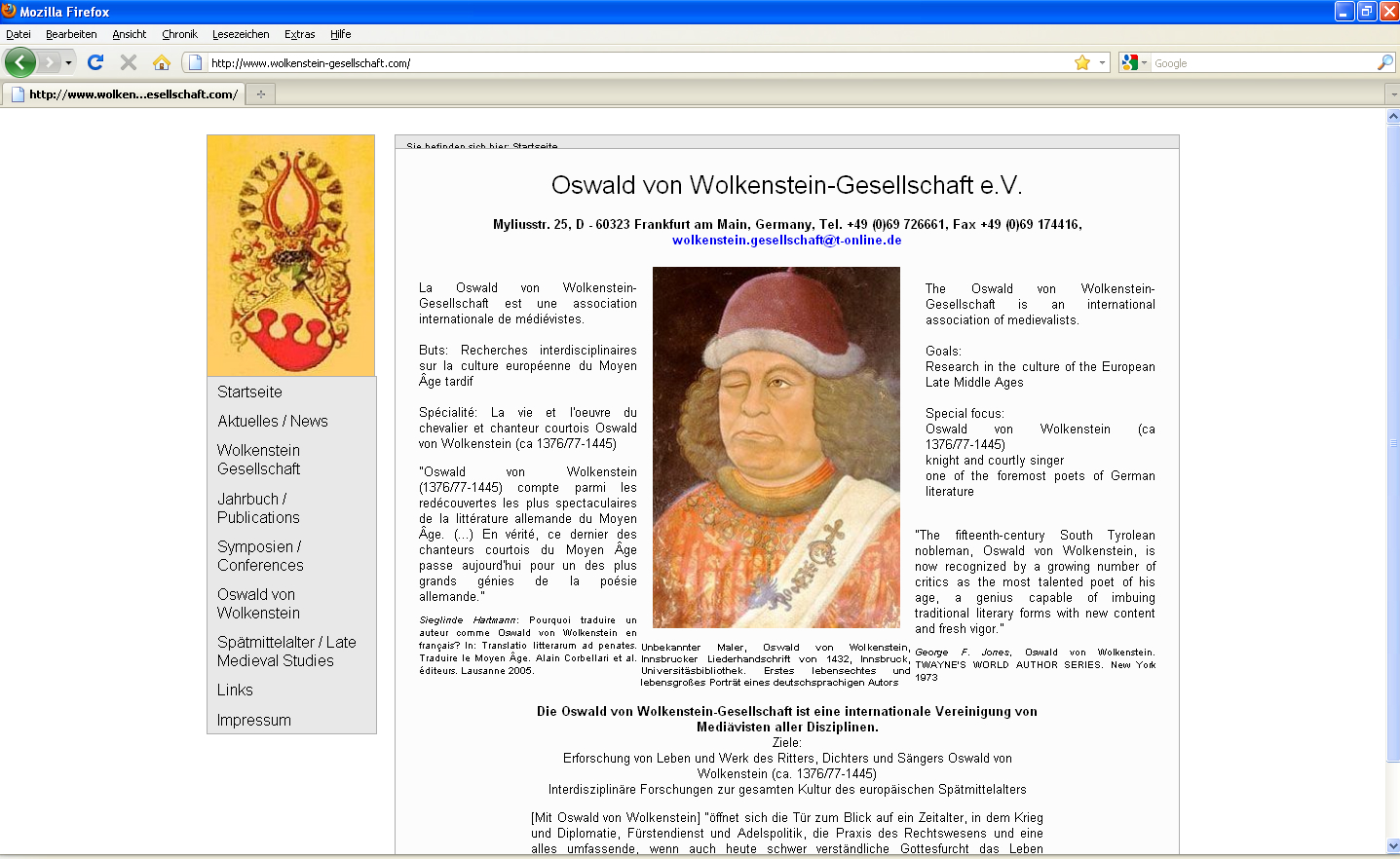
Website (Startseite) der OvW-Gesellschaft

Die Oswald von Wolkenstein-Gesellschaft ist eine gemeinnützige Vereinigung zur Erforschung von Leben und Werk des Südtiroler Dichtersängers Oswald von Wolkenstein (ca. 1376/77–1445) sowie der Kultur des europäischen Spätmittelalters. Sie ist interdisziplinär und international ausgerichtet und gilt daher weltweit als Forum für die gesamte Spätmittelalterforschung. Zu ihren Hauptaufgaben zählen die Veranstaltung wissenschaftlicher Tagungen und die Herausgabe eines Jahrbuchs.
Der Sitz der Oswald von Wolkenstein-Gesellschaft e. V. ist seit Mai 2018 in Augsburg angesiedelt. Im Internet ist sie mit einer eigenen Website vertreten. Die erste Vorsitzende ist seit 2019 Ingrid Bennewitz aus Bamberg.

## Gründung
Der Gedanke zur Gründung einer Vereinigung war bereits in den 1960er und 1970er Jahren entstanden, als man sich zunehmend um die Erschließung von Leben und Werk Oswalds von Wolkenstein bemühte. Über laufende Forschungen informierten damals die sogenannten Oswald-Rundschreiben, von denen zwischen Juni 1972 und März 1975 insgesamt 5 Nummern erschienen. Sie wurden zunächst von Ulrich Müller bearbeitet und versandt, ab dem dritten Rundschreiben wirkte auch Hans-Dieter Mück an der Redigierung mit. Sichtbaren Aufschwung für die aufstrebende Oswald-Forschung brachten in dieser Zeit auch zwei Tagungen (1973 in Neustift bei Brixen und 1977 in Seis am Schlern), aus welchen zwei Sammelbände (ersch. 1974 u. 1978) hervorgingen.
Angeregt von George F. Jones, der sich auch schon für die Oswald-Rundschreiben eingesetzt hatte, und von Hans-Dieter Mück und Ulrich Müller initiiert erfolgte schließlich die Gründung der Oswald von Wolkenstein-Gesellschaft. Die Gründungsversammlung wurde am 21./22. März 1980 im Deutschen Literaturarchiv in Marbach am Neckar abgehalten.

## Mitglieder
Bereits 1 ½ Jahre nach ihrer Gründung verzeichnete die Oswald von Wolkenstein-Gesellschaft 221 Mitglieder. Heute zählt sie weltweit mehr als 450 Mitglieder, darunter Mediävisten aller Disziplinen und ca. 100 Bibliotheken, welche das Jahrbuch der Gesellschaft im Abonnement beziehen. Beitreten können grundsätzlich alle interessierten Personen; das dafür erforderliche Formular kann auf der Website der Gesellschaft heruntergeladen werden.
Der Vorstand setzt sich aus folgenden Personen zusammen:
| Ingrid Bennewitz     | Erste Vorsitzende                       |
| Bernd Bastert        | Zweiter Vorsitzender                    |
| Martin Schubert      | Geschäftsführer                         |
| Holger Runow         | Schatzmeister                           |
| Wernfried Hofmeister | Leiter des Grazer ‚Wolkenstein-Archivs‘ |
| Sieglinde Hartmann   | Herausgeberin des Jahrbuchs             |

Als Vorsitzender des Beirats fungiert Horst Brunner als Berater des Vorstandes.

## Forschungsinteresse
Das Forschungsinteresse der Oswald von Wolkenstein-Gesellschaft ist v. a. auf zwei Kernbereiche gerichtet: Zum einen steht natürlich die Erforschung von Leben und Werk ihres Namenspatrons im Zentrum, wobei auch die Erfassung und Deutung der neuzeitlichen Oswald-Rezeption berücksichtigt wird. Zum anderen befasst sich die Vereinigung ausgiebig mit der Geschichte und Kultur jener Epoche, in der Oswald von Wolkenstein gelebt und gewirkt hat. Dies ist nicht zuletzt deshalb naheliegend, da der bekannte spätmittelalterliche Ritter, Dichter und Sänger als „Persönlichkeit von gesamteuropäischer Bedeutsamkeit“ gesehen werden kann.

## Tagungen
Die erste Tagung der Oswald von Wolkenstein-Gesellschaft fand im Rahmen ihrer Gründungsversammlung statt und wurde zum Thema „Symposion zur Literatur des Spätmittelalters“ abgehalten. Berichtet wurde darüber im ORF, der Marbacher Zeitung vom 24. und 25.3., der Stuttgarter Zeitung vom 25.3. und der Süddeutschen Zeitung vom 29. und 30. März 1980.
Seitdem lädt die Vereinigung alle zwei Jahre zu wissenschaftlichen Tagungen bzw. Symposien und Kolloquien ein, wobei sowohl generelle Themen als auch einzelne Autoren behandelt werden. So stand beispielsweise vom 26. bis 30. September 2007 bei einer Tagung in Brixen „Kaiser Maximilian I. (1459–1519) und die Hofkultur seiner Zeit“ im Fokus. Für ein anderes Symposion hingegen, welches die Oswald von Wolkenstein-Gesellschaft im April 2013 veranstaltete, wurde „Das geistliche Spiel im europäischen Mittelalter“ als Thema gewählt. Vom 25. bis 29. September 2019 wurde in Brixen die Tagung zum Thema „(V)erdichtete Leben. Literarische Lebensmuster in Mittelalter und Früher Neuzeit (13.-16. Jahrhundert)“ abgehalten.
Um die wissenschaftlichen Fragestellungen auch einem größeren Publikums- und Interessentenkreis zugänglich zu machen, werden im Rahmen der Tagungen zusätzlich öffentliche Vorträge gehalten sowie Konzerte und Ausstellungen organisiert. So konnte man z. B. im August/September 2009 – passend zum Thema der Tagung – eine Ausstellung über Konrad von Megenberg in der Bischöflichen Zentralbibliothek in Regensburg besuchen und hatte außerdem die Möglichkeit, bei einem Konzert von Eberhard Kummer die europäische Vokalmusik aus der Zeit Megenbergs kennenzulernen. Im Rahmen der Admonter Tagung 2013 wurden Szenen aus dem ‚Admonter Passionsspiel‘ öffentlich zur Aufführung gebracht.
Weiters beteiligt sich die Oswald von Wolkenstein-Gesellschaft an vielen anderen Mittelalter-Symposien und ist darüber hinaus ständig mit Vortragssektionen zu aktuellen Fragen der Mittelalterforschung auf den beiden größten Mittelalter-Kongressen der Welt vertreten, die in den USA (Kalamazoo) und Großbritannien (Leeds) stattfinden.

## Jahrbuch der Oswald von Wolkenstein-Gesellschaft (JOWG)
Neben der Veranstaltung von wissenschaftlichen Tagungen besteht eine der Hauptaufgaben der Oswald von Wolkenstein-Gesellschaft in der Herausgabe eines Jahrbuchs. Zunächst wurde das JOWG im Selbstverlag herausgebracht und eigenständig vertrieben. Seit 2009 tritt es als Tagungsband in Erscheinung, herausgegeben von den jeweiligen Veranstaltern. Ausschließlich dem Südtiroler Dichtersänger gewidmet wurden bisher die Jahrgangsbände 3 (1984/85), 9 (1996/97) und 19 (2012).

### Bände
Bisher sind die folgenden 22 Bände des JOWG (ISSN 0722-4311) erschienen, von denen die Bände 1–16 als OCR-gelesene Digitalisate über das Archiv der UB Graz eingesehen werden können:
- Bd. 1 1980/1981: Literatur des Spätmittelalters, Beiträge des Gründungssymposions
- Bd. 2 1982/1983: Spätmittelalterliche Kultur in Tirol
- Bd. 3 1984/1985: Interpretationen von Liedern und Spruchgedichten Oswalds von Wolkenstein
- Bd. 4 1986/1987: Literatur und Kultur um 1400
- Bd. 5 1988/1989: Konrad von Würzburg. Seine Zeit, sein Werk, seine Wirkung
- Bd. 6 1990/1991: Literatur und Kultur des Mittelalters und der frühen Neuzeit im thüringisch-sächsischen Raum
- Bd. 7 1992/1993: Literatur und Stadtkultur im späten Mittelalter und in der frühen Neuzeit
- Bd. 8 1994/1995: Heinrich Wittenwiler in Konstanz und der Ring
- Bd. 9 1996/1997: Oswald von Wolkenstein und die Wende zur Neuzeit – Bilanz und Perspektiven der Forschung
- Bd. 10 1998: Mittelalterliche Literatur im niederdeutschen Raum
- Bd. 11 1999: Beiträge der internationalen Mediävistenkongresse in Kalamazoo (USA) und Leeds (GB) 1996–1998
- Bd. 12 2000: Bilanz der Spätmittelalterforschung
- Bd. 13 2001/2002: Apokalypse, Schlaraffenland, Jahrtausendwende, Millenniums-Symposion 2000
- Bd. 14 2003/2004: Dietrichepik
- Bd. 15 2005: Mittelalterliche Literatur – heute und morgen: Probleme der Relevanz, Perspektiven für die Zukunft
- Bd. 16 2006/2007: Deutsch-skandinavische Literatur- und Kulturbeziehungen im Mittelalter
- Bd. 17 2008/2009: Kaiser Maximilian I. (1459–1519) und die Hofkultur seiner Zeit
- Bd. 18 2010/2011: Konrad von Megenberg (1309–1374): Ein spätmittelalterlicher „Enzyklopädist“ im europäischen Kontext
- Bd. 19 (2012): Oswald von Wolkenstein im Kontext der Liedkunst seiner Zeit.
- Bd. 20 (2014/2015): Das Geistliche Spiel des europäischen Spätmittelalters.
- Bd. 21 (2016/2017): Sangspruchdichtung zwischen Reinmar von Zweter, Oswald von Wolkenstein und Michel Beheim.
- Bd. 22 (2018/2019): Romania und Germania. Kulturelle und literarische Austauschprozesse in Spätmittelalter und Früher Neuzeit.

Alle Beiträge der einzelnen Bände sind mit Autor- und Titelangabe auf der Website der Oswald von Wolkenstein-Gesellschaft angeführt.

## Website
Die zum Teil mehrsprachig (deutsch, englisch, französisch) gestaltete Vereinshomepage ist sowohl für Wissenschaftler als auch für breitere, nicht wissenschaftliche Kreise von großem Nutzen. Neben ausführlichen Informationen über die Oswald von Wolkenstein-Gesellschaft selbst werden dort laufend Tagungen angekündigt und Rückschauen auf bereits durchgeführte Veranstaltungen festgehalten. Dank des reichhaltigen Angebots auf dieser Website kann man zudem ohne langwierige Recherche eine ganze Menge über jenen Dichter erfahren, dessen Namen die Gesellschaft trägt.
Besonders bemerkenswert ist, dass hier dem interessierten Leser viele Texte und Materialien von und über Oswald von Wolkenstein kostenlos zur Verfügung gestellt werden. Dabei werden Oswalds Leben und Wirken, sein Werk und dessen Überlieferung nicht nur beschrieben und interpretiert, sondern teilweise auch direkt auf der Website präsentiert. So kann man z. B. sein autobiografisches Lied Es fügt sich nach der wissenschaftlichen Standardausgabe von Karl Kurt Klein zusammen mit der neuhochdeutschen Übersetzung von Sieglinde Hartmann online lesen. Und auch alle anderen Lieder, die in der Edition von K. K. Klein erschienen sind, können hier z. T. sogar mit Übersetzungen ins Englische, Französische und Ungarische genutzt werden. Die lemmatisierte Online-Version der Lieder Oswalds von Margarete Springeth steht parallel dazu in der Mittelhochdeutschen Begriffsdatenbank (MHDBDB) zur Verfügung und kann dort ergänzend zu den von der MHDBDB zur Verfügung gestellten Materialien auf der Website der Oswald von Wolkenstein-Gesellschaft für Recherchen in Forschung und Lehre genutzt werden. Interessant ist übrigens auch die Diskografie zu den Vertonungen der Oswald-Lieder und eine Bibliografie, die ebenso auf der Website der Oswald von Wolkenstein-Gesellschaft aufscheint.

## Archiv
Das Archiv der Oswald von Wolkenstein-Gesellschaft befindet sich in der Abteilung für Sondersammlungen der Universitätsbibliothek Graz und wird von Wernfried Hofmeister betreut. Es handelt sich dabei um eine Sammlung von Materialien, die Oswalds Leben und Werk, seine Zeit und auch die Geschichte und Landeskunde Tirols und Südtirols betreffen. Darin eingebunden sind u. a. Monografien, Zeitschriften, Aufsätze, Diplomarbeiten und Dissertationen; auch Bild- und Tonträger sind im Bestand des Wolkenstein-Archivs verzeichnet.
Neben den Jahrbüchern 1–16 sind u. a. folgende E-Ressourcen abrufbar:
- Admonter Passionsspiel (Admonter Signatur Cod. 812).
- Handschriften-Interface, mit welchem eine quellennahe Arbeit mit der Dichtung Oswalds von Wolkenstein gewährleistet ist.
- Werner Marolds Kommentar zu den Liedern Oswalds von Wolkenstein.
- Geistliche und Weltliche Lieder Oswalds von Wolkenstein, hrsg. von Josef Schatz und Oswald Koller.